# Manuel Majó i Hernández
Manuel Majó i Hernández   (Barcelona, 17 d'abril de 1909 - Barcelona, 9 de març de 1955) va ser un nedador i waterpolista català que va competir durant la dècada de 1920.
Membre del Club Natació Barcelona, el 1928 va prendre part en els Jocs Olímpics d'Amsterdam amb l'equip espanyol de waterpolo. Com a nedador fou campió de Catalunya de relleus 4 × 200 metres lliures el 1926 i 1929.